# D701i
FOMA D701i（フォーマ・ディー なな まる いち アイ）は、三菱電機によって開発された、NTTドコモの第三世代携帯電話 (FOMA) 端末製品である。

## 概要
若い女性をターゲットユーザーと想定して開発された三菱電機製FOMA端末で、果物をイメージしたカラーバリエーションにその意図が見て取れる。また、同社の端末としては少数派の折りたたみ型デザインを採用。その裏面、液晶側ボディに特異なアーク（円弧）のキャラクターラインを配し、メロディ再生時や、通話時の声に連動して、このラインの光の色が変わる「エモーショナルイルミネーション」を搭載している。テレビ電話は「キャラ電」には対応しない。
ドコモの新サービス「iチャネル」に、初号機として対応した。またiチャネルの設定機能として、文字の色の変更やテロップのスピード調整も可能である。
ドコモで初めて、ネットワークから正確な情報を自動的に受信するいわゆる狂わない時計機能である「自動時刻補正機能」が搭載された。
この端末は、直後に派生機として、音楽再生機能に特化したMusic Porter IIを生み出している。

## 歴史
- 2005年7月7日：技術基準適合証明 (TELEC) 通過
- 2005年7月11日：電気通信端末機器審査協会 (JATE)通過
- 2005年8月3日：D701i・N701i・P701iDと同時にドコモより報道発表
- 2005年9月9日：発売開始

## 不具合
キャリア及び、端末メーカーからの重大な不具合報告は、現時点でない。